# 4e cérémonie des Boston Online Film Critics Association Awards
La 4e cérémonie des Boston Online Film Critics Association Awards (BOFCA Awards), décernés par la Boston Online Film Critics Association, a eu lieu le 5 décembre 2015, et a récompensé les films sortis dans l'année.

## Palmarès

### Meilleur film
★  Mad Max: Fury Road
- Creed : L'Héritage de Rocky Balboa (2ème place)

### Meilleur réalisateur
★  George Miller - Mad Max: Fury Road

### Meilleur acteur
★  Michael B. Jordan - Creed : L'Héritage de Rocky Balboa

### Meilleure actrice
★  Saoirse Ronan - Brooklyn

### Meilleur acteur dans un second rôle
★  Sylvester Stallone - Creed : L'Héritage de Rocky Balboa

### Meilleure actrice dans un second rôle
★  Kristen Stewart - Sils Maria

### Meilleure distribution
★  Spotlight

### Meilleur scénario
★  Tom McCarthy et Josh Singer - Spotlight

### Meilleure photographie
★  John Seale - Mad Max: Fury Road

### Meilleur montage
★  Margaret Sixel - Mad Max: Fury Road

### Meilleure musique originale
★  Junkie XL - Mad Max: Fury Road

### Meilleur film en langue étrangère
★  Le Fils de Saul ( Hongrie)

### Meilleur film d'animation
★  Vice-versa (Inside Out)

### Meilleur film documentaire
★  Amy